# Союз Т-13
«Союз Т-13» — советский пилотируемый космический корабль серии «Союз». Главной целью экспедиции являлось восстановление работоспособности станции «Салют-7».
Полёт корабля «Союз Т-13» является одной из сложнейших в техническом отношении успешных космических экспедиций, когда-либо проводившихся советскими и российскими участниками космической программы — впервые были на практике отработаны методы наведения, сближения и стыковки с неуправляемым космическим объектом, реактивация вышедшей из строя космической станции в экстремальных для человека условиях.

## Параметры полёта
- Масса аппарата — 6,85 т;
- Наклонение орбиты — 51,6°.
- Период обращения — 88,7 мин.
- Перигей — 198 км.
- Апогей — 222 км.

## Экипаж старта
- Командир корабля — Джанибеков, Владимир Александрович (5)
- Бортинженер корабля — Савиных, Виктор Петрович (2)

## Дублирующий экипаж
- Командир корабля — Попов, Леонид Иванович.
- Бортинженер корабля — Александров, Александр Павлович.

## Экипаж возвращения
- Командир корабля — Джанибеков, Владимир Александрович.
- Бортинженер корабля — Гречко, Георгий Михайлович.

## Потеря связи со станцией «Салют-7»
Станция «Салют-7» с момента посещения экспедиции «Союз Т-12» в октябре 1984 года находилась в состоянии автономного полёта. 11 февраля 1985 года (по воспоминаниям Виктора Савиных — 12 февраля) при очередном сеансе связи телеметрия сообщила, что из-за перепада тока в бортовом электрооборудовании сработала защита, отключившая первый, основной, радиопередатчик системы дальней радиосвязи. В ожидании специалистов было принято решение работать на запасном передатчике. Однако руководитель новой дежурной смены ЦУПа в нарушение установленного порядка дал команду подключить первый передатчик — он предположил, что если там действительно неисправность, защита сработает снова. После прохождения очередного витка, при следующем сеансе связи станция уже не отвечала. Как было записано в заключении по итогам расследования, попытка включить явно неисправный передатчик привела «к лавинообразному развитию процесса короткого замыкания, в результате которого возникли необратимые нарушения целостности схемы питания обоих передатчиков и прекратилось функционирование дешифраторов».
Без корректировки орбиты по сигналам, подаваемым с Земли, станция начала снижаться, что могло привести к сходу с орбиты и неконтролируемому падению её частей на поверхность Земли. Было решено направить спасательную экспедицию для восстановления работы станции.
Как выяснилось позднее, причиной неполадок стал выход из строя датчика системы электропитания, контролирующего заряд химических батарей и отвечавшего за их отключение от солнечных батарей при достижении номинального напряжения 34 вольта. В течение витка вокруг Земли бортовой компьютер станции подавал команду на подключение солнечных батарей, однако неисправный датчик тут же их отключал. В условиях отсутствия подзарядки бортовые батареи начали медленно разряжаться. Выход из строя основной командной радиолинии только усугубил проблему.

## Описание
Для спасения станции был специально переоборудован космический корабль «Союз Т-13»: демонтированы кресло третьего космонавта и система автоматического сближения, на боковой иллюминатор установлен военный лазерный дальномер типа ЛПР-1. За счёт освободившегося места были увеличены запасы топлива и воды, а также установлены дополнительные регенераторы очистки воздуха, позволявшие продлить автономный полёт.
Командиром был назначен самый опытный советский космонавт Владимир Джанибеков, уже летавший на «Салют-7», имевший опыт ручной стыковки и выхода в открытый космос. Для него это был пятый космический полёт, ограниченный Главной медицинской комиссией сроком 100 суток. Для бортинженера Виктора Савиных это был второй полёт. Оба космонавта проходили усиленные тренировки по отработке сближения и стыковке к станции в ручном режиме.
6 июня 1985 года в 10:39 (МСК) «Союз Т-13» стартовал со стартовой площадки № 1 Байконура. 8 июня корабль в автоматическом режиме подлетел к станции «Салют-7» и начал сближение. Поскольку станция не отвечала на команды ЦУПа и не передавала телеметрические данные, наведение на неё обеспечивалось средствами ПРО, что практически доказало принципиальную возможность близкого подведения активного корабля типа «Союз» к любому объекту в космосе. На расстоянии около 4,4 км от станции корабль был переведён в ручной режим управления. На расстоянии 200 метров Джанибеков выполнил «зависание», сократив скорость сближения до нуля, а затем начал облёт к стыковочному узлу переходного отсека. Удерживая скорость сближения в пределах 1,5 м/с, он осуществил несколько манёвров и успешно произвёл стыковку.
После открытия люка и выравнивания давления выяснилось, что температура внутри станции упала примерно до минус 3−5 °С. Ещё при подлёте космонавты обнаружили, что солнечные батареи станции не развёрнуты к Солнцу. Это говорило о неработоспособности системы ориентации батарей и отключении всей системы электропитания станции. Запасы воды, оставшиеся на станции, замёрзли. Первой задачей космонавтов стала реактивация системы электропитания и восстановление системы водоснабжения «Родник», от которых зависела судьба спасательной экспедиции. Работать приходилось в тяжёлых условиях, в целях безопасности в первые дни на станции мог работать только один космонавт, другой его страховал и контролировал обстановку. Температура была настолько низкой, что приходилось надевать тёплые комбинезоны, шерстяные шапки и варежки. Иногда космонавтам приходилось отогреваться саморазогревающимися консервами.
На четвёртый день полёта, 10 июня, космонавты с помощью двигателей «Союза» развернули солнечные батареи к Солнцу, проверили восемь химических батарей и начали их зарядку. К следующему дню удалось зарядить пять блоков из работоспособных шести и подключить к ним часть электрооборудования станции. Системы станции начали постепенно оживать — к заряженным батареям были подключены системы освещения, регенерации атмосферы, ориентации солнечных батарей, передачи телеметрии, обогрева.
12 июня удалось отогреть один из баков «Родника». В этот же день был проведён телерепортаж для выпуска новостей, ради которого космонавтов попросили снять шерстяные шапки на время записи. Весь следующий день заняли замена вышедшего из строя передатчика командной радиолинии и проверка системы ориентации аппаратуры сближения и двигательной установки. К концу дня удалось восстановить командную радиолинию с Землёй.
К 14 июня удалось восстановить все жизненно важные системы станции, благодаря чему стал возможным приём автоматического корабля снабжения «Прогресс-24» (старт состоялся 21 июня, стыковка — 23 июня). Грузовик доставил дополнительные запасы воды и топлива, оборудование для замены вышедшего из строя и для предстоящего выхода в космос. В течение следующего месяца космонавты проводили ремонт и замену узлов остальных систем станции, а также занимались научными экспериментами. 21 июля к станции пристыковался грузовик «Космос-1669», доставивший, среди прочего, модернизированные скафандры «Орлан-ДМ».
2 августа Владимир Джанибеков и Виктор Савиных осуществили выход в открытый космос продолжительностью 5 часов, во время которого были установлены дополнительные солнечные батареи и оборудование для проведения экспериментов.
18 сентября к станции пристыковался «Союз Т-14», сменивший миссию «Союз Т-13». Владимир Джанибеков, проработав на станции 110 дней, 26 сентября возвратился на Землю в спускаемом аппарате «Союза Т-13» вместе с Георгием Гречко. Виктор Савиных проработал в космосе 168 дней и 21 ноября вернулся на Землю в спускаемом аппарате «Союза Т-14». За этот полёт он получил вторую звезду Героя, а Джанибекову было присвоено звание генерал-майора авиации.

## В культуре
- О событиях экспедиции «Союз Т-13» снято три документальных фильма:
  - «За строкой сообщения ТАСС» (1986)
  - «Битва за „Салют“. Космический детектив» (2011), ставший победителем Международного фестиваля детективных фильмов «ДетективФЕСТ» в 2012 году[7].
  - «Салют-7. История одного подвига» (премьера 9 октября 2017 года)
- В советском художественном фильме 1983 года «Возвращение с орбиты» сюжет описывает похожие события; использованы кадры, снятые специально для фильма космонавтами на борту орбитальной станции «Салют-7» во время полёта.
- В 1999 году вышла книга Виктора Савиных «Записки с мёртвой станции», в которой события экспедиции «Союз Т-13» описаны от лица её участника.
- По мотивам событий экспедиции «Союз Т-13» снят художественный фильм «Салют-7»: презентация фильма состоялась 27 июля 2017 года на космодроме Байконур[8], премьера в России — 12 октября 2017 года[9][10][11].